# Pavel Černoch
Pavel Černoch (*2. května 1974 Brno) je český operní pěvec, tenorista. Od debutu v Bavorské státní opeře v roce 2009 opakovaně vystoupil na hlavních operních scénách, jako je milánská La Scala, Vídeňská státní opera, londýnská Covent Garden nebo Ópera National de Paris.
V rámci pěvecké kariéry se pod vedením maestra Paola de Napoli zaměřuje především na role lyrického oboru a oboru lirico-spinto mj. Alfredo (La Traviata – G. Verdi), Lenskij (Eugen Oněgin – P. I. Čajkovskij), Don José (Carmen - G. Bizet), Rodolfo (La Bohème – G. Puccini), Števa, Laco (Její Pastorkyňa – L. Janáček). Jako koncertní pěvec spolupracoval například s Berlínskými filharmoniky, Boston Philharmonic Orchestra, BBC Proms či s dirigenty Danielem Barenboimem, Simonem Rattlem a Jiřím Bělohlávkem.

## Život

### Studium
Hudební sklony se u něj začaly projevovat již od dětství, kdy navštěvoval brněnský dětský sbor Kantiléna. Poté mu po prvním semestru studií zpěvu na Hudební fakultě Janáčkovy akademie múzických umění v Brně doporučili, aby zpěvu zanechal a věnoval se něčemu jinému. Zpěvu se ale nevzdal a vydal se zahraniční cestou. V 90. letech navštěvoval italskou akademii v Osimu, kde se seznámil i s jedním největších tenoristů historie Francem Correllim, či studoval u bulharské zpěvačky Diny Petkovové. Necítil však, že se pěvecky zlepšuje, a zároveň začal ztrácet hlas. Jelikož chtěl být odmalička mimo pěvce také manažerem vlastní firmy, rozhodl se vrátit se na JAMU. V roce 1999 vystudoval hudební manažerství na Hudební fakultě JAMU. Spolupracoval poté s firmou pořádající světové kongresy, kde zajišťoval kulturní program.

### Paolo de Napoli
Pro jeho pěveckou dráhu bylo určujícím zlomem seznámení se s italským učitelem Paolem de Napoli, který mu pomohl vypracovat pěveckou techniku a stal se jeho dosavadním rádcem v oblasti výběru repertoáru a nastudovávání rolí. Pod vedením svého maestra začal získávat první zkušenosti na operní scéně.

### Pěvecká kariéra

#### Počátky – debut na české scéně, záskok v roli Števy v Rize 2005
Ke své první operní inscenaci se dostal v roce 1997 v Teatro lirico v Cagliari na Sardinii, kde vystoupil v opeře Střevíčky od Petra Iljiče Čajkovského. Po dalších dvou operách tamtéž se v roce 1999 prvně představil také v České republice a to jako Monostatos při uvedení Mozartovy Kouzelné flétny v brněnské Janáčkově opeře. V roce 2001 zde již zpíval Alfreda ve Verdiho Traviatě. V té době také spolupracoval s Teatro de la Maestranza v Seville. V roce 2005 jej dirigent Jaroslav Kyzlink doporučil jako záskok pro Národní divadlo. Bylo tehdy nutné zastoupit Aleše Brisceina v roli Števy v Janáčkově Její pastorkyni, jejíž inscenace se měla konat toho roku v lotyšské Rize. Po tomto záskoku debutoval v září 2005 na scéně Národního divadla jako Don Ottavio v Mozartově opeře Don Giovannim. Poté následovaly další role v Národním divadle mj. Alfredo, Vít (Tajemství od B. Smetana).

#### Mezinárodní kariéra

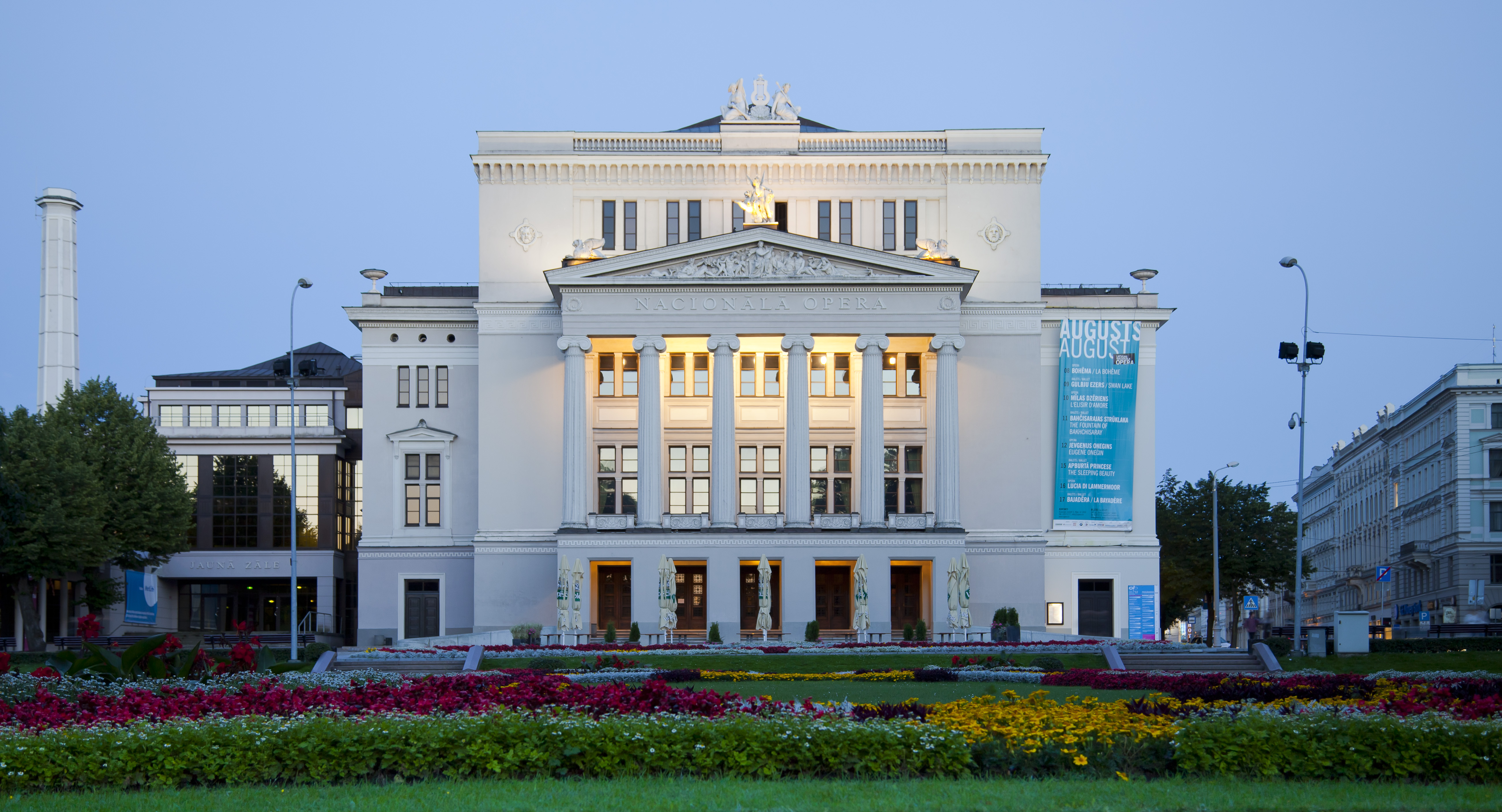
Latvijas Nacion

##### 2005–2008:Lotyšská národní opera, Volksoper
Záskokem v roli Števy v Rize také začala jeho spolupráce s rižskou Lotyšskou národní operou, kde vystoupil jako Alfréd společně s tehdy začínající polskou sopranistkou Kristine Opolais. V této roli si jej také všimla vídeňská agentura Hollaender-Calix, skrze kterou byl angažován ve vídeňské Volksoper v roce 2007. Zde zprvu zpíval především operetní role, ovšem vysoké náročnosti jako například Camilla de Rossillon z Veselé Vdovy od Franze Lehára, jehož árie obsahuje dvě „vysoká cé“. Skrze další operetu, Netopýr od Johannese Strausse ml., se dostal opět ke své oblíbené roli Alfreda v La Traviatě. Po osmi měsících se však rozhodl nadále pokračovat jako svobodný umělec bez stálého angažmá.

##### 2008 –2015: Pod agenturou Zemsky/Green, La Scala, Opéra Bastille
V roce 2008 jej Jaroslav Kyzlink doporučil na roli Prince v Dvořákově Rusalce do Řecké národní opery v Athénách, kde měla být nastudována nová inscenace. Zde jej slyšel Alan Green, tehdejší intendant Athénské opery a šéf Zemsky/Green Artists Management v New Yorku, jedné z největších agentur zastupujících operní pěvce, a nabídl mu spolupráci. Následkem této spolupráce vystoupil Pavel Černoch na jevišti mj. Berlínské opery – Rodolfo v La Bohème, Hamburské opery - Alfredo v La Traviata s německou sopranistkou Anjou Harteros, Glyndebourne festival - Princ v Rusalce. V Bavorské státní opeře v Mnichově debutoval roku 2009, kde vystoupil v roli Števy v Janáčkově Její Pastorkyni, po němž se stal stálým hostem na hlavních operních scén. V tomto roce též prvně vystoupil jako Jeník ve Smetanově Prodané nevěstě na prknech Národního divadla. Také sezona 2011/12 se podobně jako ty předchozí nesla ve znamení mnoha operních debutů - Teatro Real v Madridu, Opéra de Nice, Théâtre Royal de la Monnaie v Brusselu. V sezoně 2012/13 následoval debut v Teatro di San Carlo v Neapoli svou oblíbenou rolí Prince v Dvořákově Rusalce.

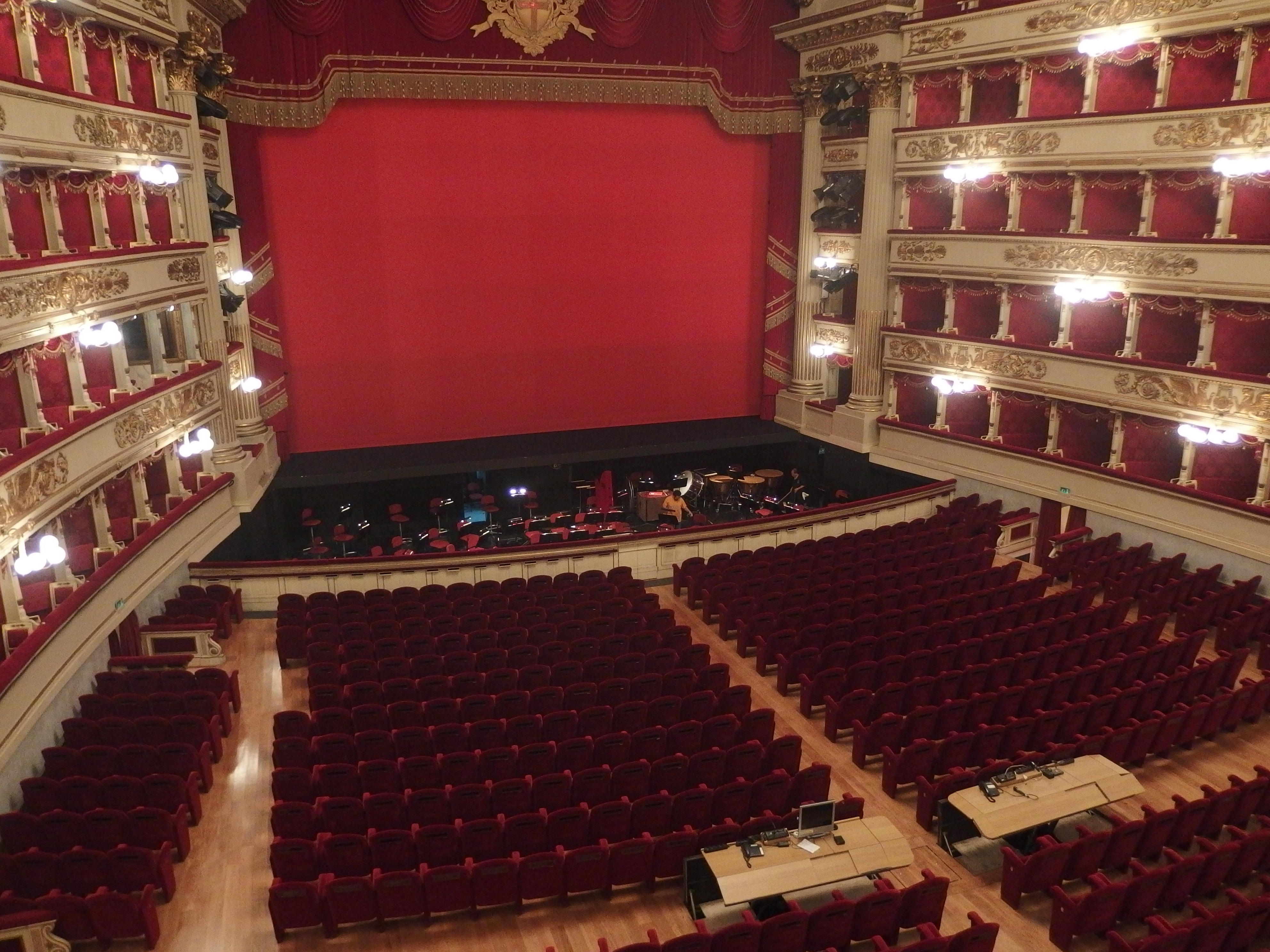
Teatro alla Scala, Milán

V letech 2012–2013 vystoupil kupříkladu jako Alfred v La Traviatě a Pinkerton v Madame Butterfly v Národním divadle, či jako Rodolfo v Bohémě na scéně Dvořákovy opery v Ostravě. Roku 2013 přišel další mezník jeho kariéry, kdy vystupoval jako Lykov v Carské nevěstě od Nikolaje Andrejeviče Rimsky-Korsakova v produkci Berlínské státní opery pod taktovkou dirigenta Daniela Barenboima, který byl zároveň šéfdirigentem milánské La Scaly. Inscenace byla následně přesunuta právě do La Scaly, a tak zde roku 2014 zaznamenal svůj operní debut. V sezoně 2014/15 poprvé zpíval Dona Josého z Bizetovy Carmen a to na Glyndebourne festival, a také debutoval na scéně pařížské Opéra Bastille v roli Prince. Ve stejném roce také zpíval tenorové sólo při provedení Beethovenovy 9. symfonie na BBC Proms s Birmingham Symphony Orchestra pod taktovkou Andrise Nelssonse. Tenorové sólo provedl ve Verdiho Requiem s Českou filharmonií v pražském Rudolfinu.

##### 2015–2017: Amleto na Bregenzer Festspiele, Don Carlos v Opéra Bastille

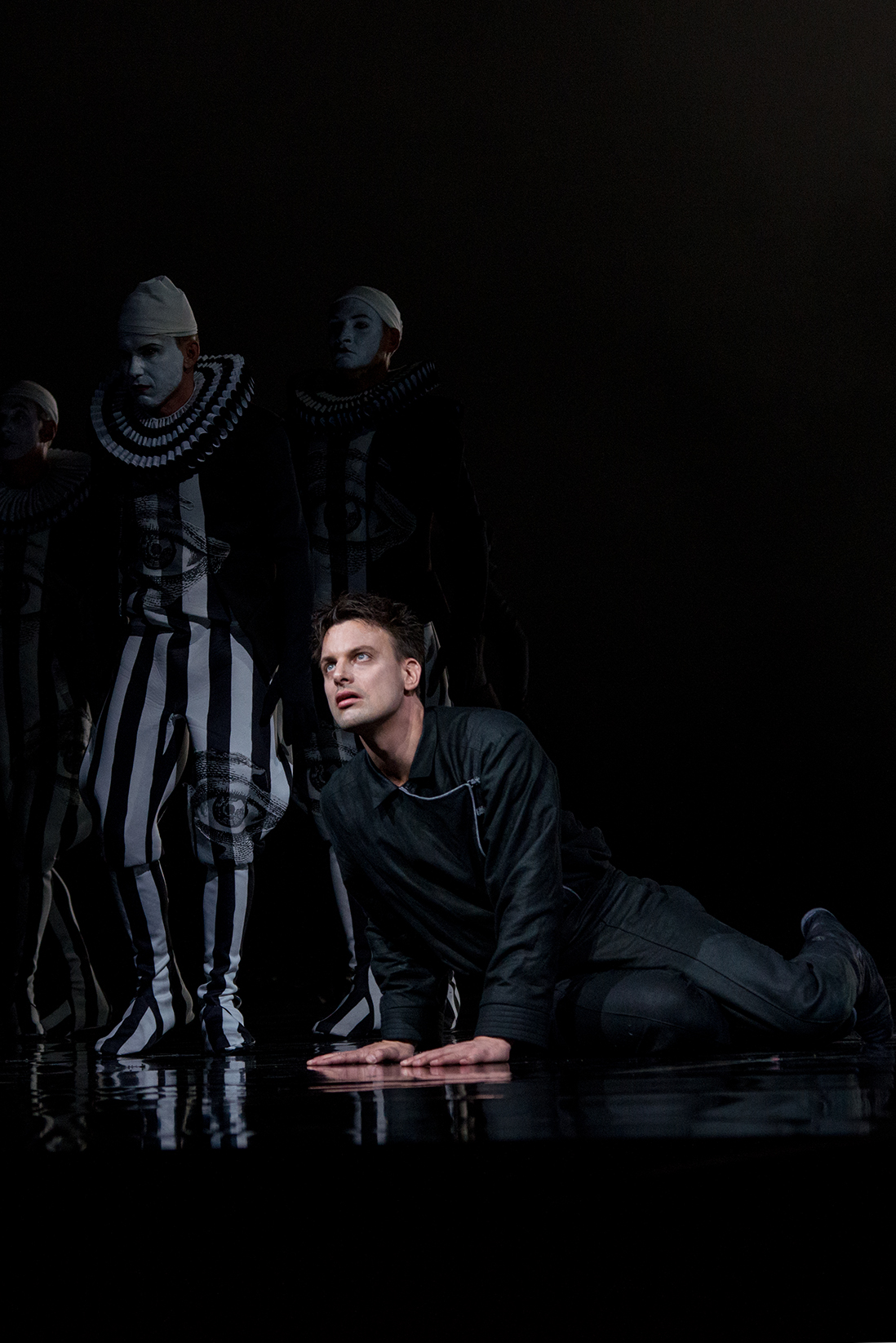
Amleto, Bregenzer Festspiele 2016

Sezonu 2015/16 otevřel Verdiho Donem Carlosem v Hamburské státní opeře, po kterém následoval Laco z Její Pastorkyně ve Stuttgartu a další Janáčkova opera Věc Makropulos, v níž ztvárnil postavu Alberta Gregora při produkci Mnichovské opery.
V létě 2016 vystoupil jako Amleto ve stejnojmenné opeře Franca Faccia, současníka Verdiho, na Bregenzer Festspiele. Cesta k této inscenaci však byla velmi komplikovaná: " Agentura mě v jednu chvíli dokonce už „prodala" na jiný projekt do Moskvy do Velkého divadla na Faustovo prokletí, naprosto skvělá věc – a mně zase volali z Bregenzu a přesvědčili mě. Tak jsem to znovu přehodnotil a zrušil zase Moskvu a dělal Hamleta v Bregenzu, a ukázalo se, že to bylo správné rozhodnutí, stal se z toho doposud největší úspěch v mé kariéře."
V září téhož roku provedl písňový recitál za doprovodu Iva Kahánka v pražském Anežském klášteře. Rok 2017 se vyznačoval setkáními s pěvci světové operní špičky. Po Vladimirovi v Borodinově Princi Igoru v Amsterdamu a Don Josém v Bizetově Carmen v Hamburské opeře vystoupil v květnu opakovaně v inscenaci Čajkovského Eugena Oněgina v pařížské Opéra Bastille jako Lenskij po boku ruské divy Anny Netrebko v roli Taťány. V říjnu 2017 byl opět v Opéra Bastille součástí inscenace Verdiho Dona Carlose. V této produkci, v níž se v titulní roli Dona Carlose alternoval s Jonasem Kaufmannem, dále zpívali mj. Elena Garanča (Eboli), Ludovic Tézier (Rodrigue), Sonya Yoncheva (Élisabeth de Valois), Ildar Abdrazakov (Philippe II.). „Je to jako splněný sen. Jste součástí procesu, který je nesmírně zajímavý a to se mi, stejně jako samotná inscenace, velmi líbí.“

##### 2018: Cavaradossi v Athénách, Lenskij ve Vídeňské státní opeře
V roce 2018 se vrátil do Athénské opery, aby zde poprvé ve své kariéře ztvárnil tragickou postavu Maria Cavaradossiho v Pucciniho Tosce. V únoru téhož roku provedl svůj debut na scéně Vídeňské státní opery, když zaskočil za odřeknuvšího Romana Villazóna jako Lenskij v Čajkovského Evženu Oněginovi.

## Repertoár
| Opera            | Opera                 | Opera           |
| Skladatel        | opera                 | role            |
| ---------------- | --------------------- | --------------- |
| Berlioz          | La damnation de Faust | Faust           |
| Bizet            | Carmen                | Don José        |
| Dvořák           | Rusalka               | Prince          |
| Janáček          | Její pastorkyňa       | Števa, Laca     |
| Janáček          | Káťa Kabanova         | Boris           |
| Janáček          | Věc Makropulos        | Gregor          |
| Faccio           | Amleto                | Amleto          |
| Gounod           | Faust                 | Faust           |
| Puccini          | La Bohéme             | Rodolfo         |
| Puccini          | Madama Butterfly      | Pinkerton       |
| Puccini          | Tosca                 | Cavaradossi     |
| Rimskij-Korsakov | Carská nevěsta        | Lykov           |
| Smetana          | Tajemství             | Vítek           |
| Smetana          | Prodaná nevěsta       | Jeník           |
| Čajkovskij       | Evžen Onegin          | Lenski          |
| Čajkovskij       | Iolanta               | Vaudémont       |
| Verdi            | Traviata              | Alfredo         |
| Verdi            | Don Carlos            | Don Carlos      |
| Verdi            | Simon Boccanegra      | Gabriele Adorno |
| Verdi            | Un ballo in maschera  | Riccardo        |

| Koncerty  | Koncerty                     |
| Skladatel | dílo                         |
| --------- | ---------------------------- |
| Beethoven | 9. symfonie                  |
| Dvořák    | Requiem                      |
| Dvořák    | Stabat Mater                 |
| Janáček   | Glagolská mše                |
| Mozart    | Requiem                      |
| Mahler    | Das Lied von der Erde        |
| Ryba      | Česká mše vánoční pastorální |
| Verdi     | Messa da Requiem             |